# Liste der Monuments historiques in Blasimon
Die Liste der Monuments historiques in Blasimon führt die Monuments historiques in der französischen Gemeinde Blasimon auf.

## Liste der Bauwerke
| Bezeichnung                        | Beschreibung                  | Standort | Kennzeichnung | Schutzstatus | Datum | Bild           |
| ---------------------------------- | ----------------------------- | -------- | ------------- | ------------ | ----- | -------------- |
| Abtei Saint-Maurice de Blasimon    | Erbaut ab dem 12. Jahrhundert | (Lage)   | PA00083149    | Classé       | 1925  | weitere Bilder |
| Ehemalige Klosterkirche St-Nicolas |                               | (Lage)   | PA00083150    | Classé       | 1875  | weitere Bilder |
| Mühle von Labarthe                 | Erbaut im 14./15. Jahrhundert | (Lage)   | PA00083151    | Classé       | 1926  | weitere Bilder |

## Liste der Objekte
| Bezeichnung | Beschreibung          | Standort                        | Kennzeichnung | Schutzstatus | Datum | Bild |
| ----------- | --------------------- | ------------------------------- | ------------- | ------------ | ----- | ---- |
| Glocke      | Bronze, 1622 gegossen | in der Kirche St-Nicolas (Lage) | PM33000095    | Classé       | 1942  |      |